# Principado episcopal de Osnabrück
El principado episcopal, o principado-obispado de Osnabrück (en alemán: Hochstift Osnabrück; Fürstbistum Osnabrück, Bistum Osnabrück),  fue un principado eclesiástico del Sacro Imperio Romano Germánico desde 1225 hasta 1803. No debe confundirse con la Diócesis de Osnabrück (Bistum Osnabrück), que era más grande y sobre la cual el príncipe-obispo ejercía solamente la autoridad espiritual de un obispo ordinario. Lleva el nombre de su capital, la ciudad de Osnabrück. También se traduce como principado-obispado o obispado principesco.
La aún existente diócesis de Osnabrück, erigida en 772, es la sede más antigua fundada por Carlomagno para cristianizar el conquistado ducado raíz de Sajonia. Las posesiones temporales episcopales y capitulares  de la sede, originalmente bastante limitadas, crecieron con el tiempo, y sus príncipes-obispos ejercieron una amplia jurisdicción civil dentro del territorio cubierto por sus derechos de inmunidad imperial. El principado obispado siguió creciendo en tamaño, lo que hizo que su estatus durante la Reforma protestante fuera un tema muy polémico. La paz de Westfalia dejó la ciudad biconfesional e hizo que los príncipes-obispos alternaran entre católicos y protestantes.
El obispado fue disuelto en la Mediatización alemana de 1803, cuando se incorporó al vecino Electorado de Hannover. La sede, el capítulo, los conventos y las instituciones caritativas católicas se secularizaron. El territorio de la sede pasó a Prusia en 1806, al Reino de Westfalia en 1807, a la Francia napoleónica en 1810 y de regreso a Hannover en 1814.
Con el fin del principado episcopal, el futuro de la diócesis se volvió incierto. Klemens von Gruben, obispo titular de Paros en Grecia, fue nombrado vicario apostólico de Osnabrück y, como tal, se ocupó de los intereses espirituales de la población católica. El episcopado católico latino (de rito romano) ordinario se restauró en 1824, pero desde ese momento los obispos ya no ejercerían ningún poder temporal.

## Historia

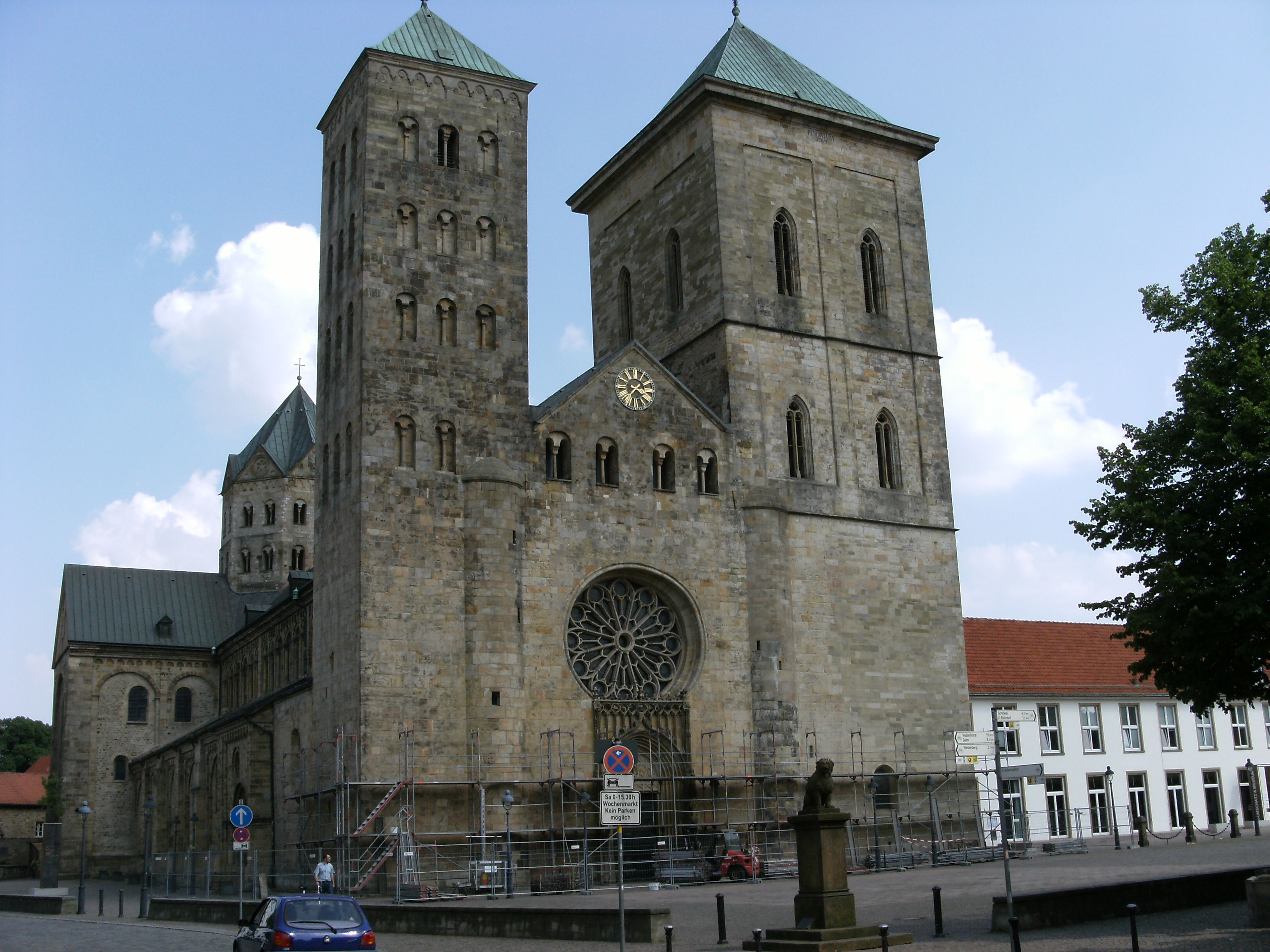
Catedral de San Pedro (Osnabrück)

El protectorado temporal (en latín: Advocatia; en alemán: Vogtei) ejercido sobre tantas diócesis medievales por laicos se convirtió, después del siglo XII, en hereditario en la familia Amelung, de quien pasó a Enrique el León.
Después del derrocamiento de Enrique, pasó a manos del conde Simón de Tecklenburg y de sus descendientes, aunque fue la fuente de muchos conflictos con los obispos. En 1236 el conde de Tecklenburg se vio obligado a renunciar a toda jurisdicción sobre la ciudad de Osnabrück, así como sobre las tierras de la sede, el capítulo y las iglesias parroquiales. Por otro lado, el obispo y el capítulo, a partir del siglo XIII, ampliaron su jurisdicción sobre numerosos conventos, iglesias y caseríos. Casi ninguna otra sede alemana se liberó tan completamente de la jurisdicción civil dentro de su territorio. Las prerrogativas reales se transfirieron poco a poco al obispo, por ejemplo, la celebración de ferias y mercados, los derechos de peaje y monedas, derechos forestales y de caza, regalías mineras y fortalezas, de modo que, a principios del siglo XIII, el obispo era el verdadero gobernador del territorio civil de Osnabrück.
Entre los obispos medievales prominentes destacaron Drogo (952-968); Conrado de Veltberg (1002); el erudito Thietmar o Detmar (1003-1022); Benno II (1067-1088); Johann I (1101-1110), quien construyó la catedral actual en lugar de la de madera destruida por el fuego en la época de su predecesor; Diethard I (1119-1137), que fue el primer obispo elegido por libre elección del clero de la catedral; Felipe II (1141-1173), que puso fin a los conflictos entre su sede y las abadías imperiales de Corvey y de Hersfeld; y Arnoldo de Berg (1137-1191), que murió como cruzado en Akkon. En la época de Engelbert de Altena-Isenberg (1224-1226, depuesto tras su implicación en el asesinato del arzobispo Engelberto II de Berg, rehabilitado en 1238-1250), Bruno de Altena-Isenberg (1250-1259) y bajo Conrado II de Rietberg (1269-1297), las nuevas órdenes de franciscanos, dominicos y agustinos fueron recibidas con beneplácito.

### Siglos XIV al XVI
En los siglos XIV y XV, el poder de los obispos decayó ante la creciente influencia del cabildo catedralicio, de los militares (o caballeros) de la diócesis y de la propia ciudad de Osnabrück. La ciudad buscó liberarse de la soberanía del obispo, pero nunca se convirtió en una ciudad imperial libre. La sede estaba casi continuamente envuelta en problemas y dificultades bélicas e incluso tuvo que defenderse de los obispos de Minden y Münster. A partir del siglo XIV se hicieron necesarios los obispos auxiliares debido a los deberes civiles que absorbían la atención del propio obispo.
El sucesor del obispo Conrado IV de Rietberg (1488-1508) fue Eric de Brunswick (1508-1532), simultáneamente obispo de Münster y de Paderborn. Se opuso a los reformadores con fuerza y éxito. Francisco de Waldeck (1533-1553), también obispo de Minden, actuó, por el contrario, con un papel muy dudoso. Ofreció poca resistencia al luteranismo en Münster, aunque se opuso vigorosamente a los anabaptistas; después de 1543 permitió en Osnabrück un servicio evangélico. Sin embargo, el capítulo y los dominicanos se opusieron a un servicio alemán que prescindía de todas las características de la misa católica. En 1548, el obispo Franz prometió suprimir la Reforma en Osnabrück y ejecutar el Provisional de Augsburgo, pero cumplió su promesa con mucha indiferencia; en su lecho de muerte recibió comuniones luteranas. Su sucesor, Juan IV de Hoya (1553-1574), fue más católico, pero fue sucedido por tres obispos de mentalidad protestante: Enrique II de Sajonia-Lauenburg (1574-1585), Bernhard de Waldeck (1585-1591) y Philip Sigismund (1591-1623). Bajo ellos, la Reforma arrasó con la mayor parte de la diócesis.

### SiglosXVIIyXVIII

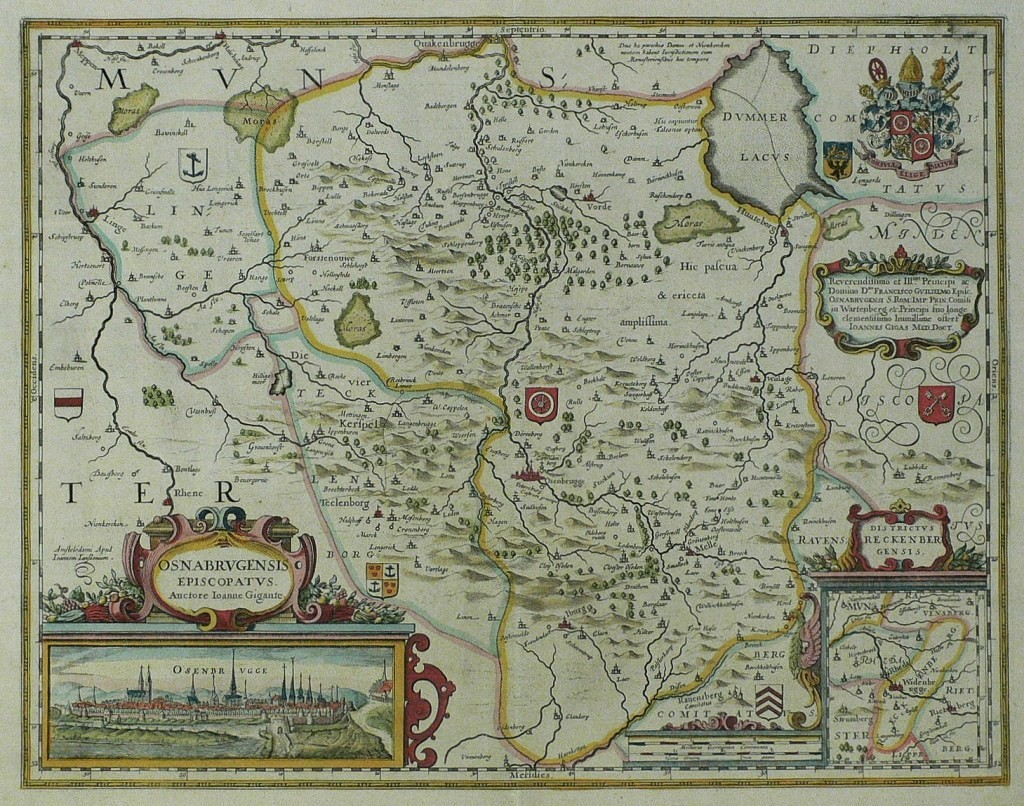
Mapa del Obispado Principesco en 1642

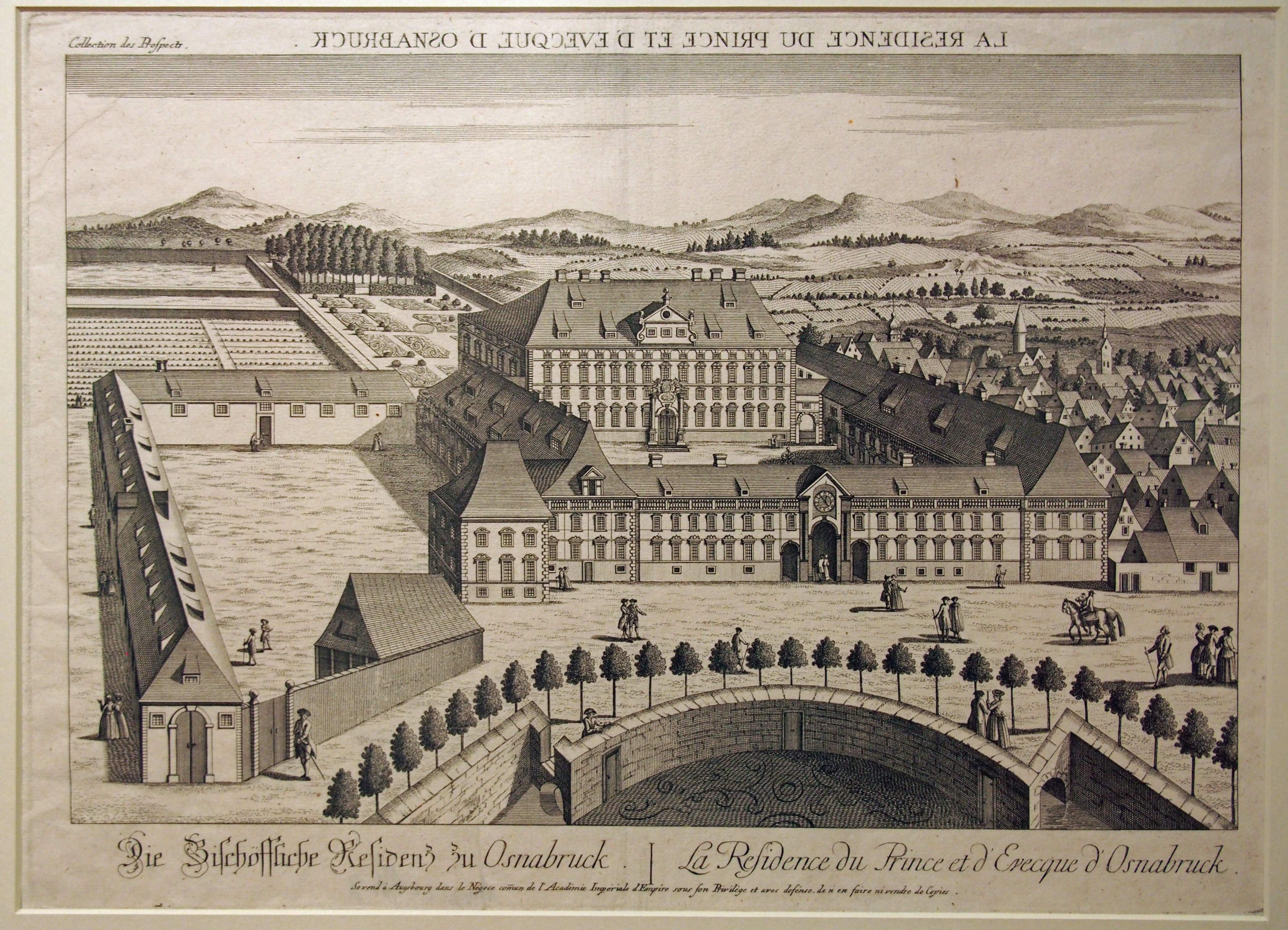
El palacio del obispo en Osnabrück (después de 1777)

En 1624, el cardenal  Eitel Federico de Hohenzollern se convirtió en obispo de Osnabrück y llamó a los jesuitas. Sin embargo, murió poco después. Su sucesor, Francisco de Wartenberg (1625-1661), cumplió la tarea de imponer los decretos de la Contrarreforma. El consejo de la ciudad fue depurado de elementos anticatólicos y el antiguo convento agustinos fue entregado a los jesuitas. El edicto de restitución fue ejecutado con éxito por él y en 1631 fundó una universidad en Osnabrück.
Pero en 1633, Osnabrück fue capturada por los suecos: la universidad fue cerrada, los ejercicios religiosos católicos suprimidos y la sede administrada por los conquistadores (1633-1651). En 1648, se negoció la Paz de Westfalia en Osnabrück y la cercana ciudad de Munster. El Tratado de Osnabrück estipulaba que el obispado volvería a la condición religiosa que tenía en 1624. A partir de entonces, los príncipes-obispos alternarían entre católicos y protestantes, y los obispos protestantes serían seleccionados entre los cadetes de la Casa de Brunswick-Lüneburg. Durante los períodos de dominio protestante, el cuidado espiritual de los católicos se confió al arzobispo de Colonia.
Wartenberg fue nombrado cardenal en 1660 y fue sucedido por el obispo protestante, casado, Ernesto Augusto, elector de Hannover (1661-1698), que residía mucho tiempo en Hannover. Construyó el nuevo palacio en Osnabrück a partir de 1667 y fue sucedido por el obispo católico, el príncipe Carlos José de Lorena. El obispo protestante Ernesto Augusto, duque de York y Albany (1715-1728), segundo hijo del anterior Ernesto Augusto, fue sucedido por Clemente Augusto de Baviera, arzobispo elector de Colonia (1728-1761). El último obispo fue el príncipe Federico de Gran Bretaña (1764-1803), segundo hijo de Jorge III del Reino Unido y Elector de Hannover. El príncipe Federico tenía solo seis meses cuando fue elegido obispo.

### Residencia
Desde aproximadamente 1100, después de que un incendio destruyera la catedral de Osnabrück y la casa del obispo adyacente, los obispos tenían su residencia en el castillo de Iburg. Se mudaron de nuevo a la ciudad después de que Ernest Augustus construyera un palacio barroco en Osnabrück, que fue terminado en 1673. Hoy el castillo de Iburg es un museo y sede de un tribunal local, mientras que el palacio del Obispo alberga la Universidad de Osnabrück. El rey Jorge I de Gran Bretaña murió en el palacio mientras visitaba a su hermano, el príncipe obispo Ernesto Augusto, duque de York y Albany, en 1727.

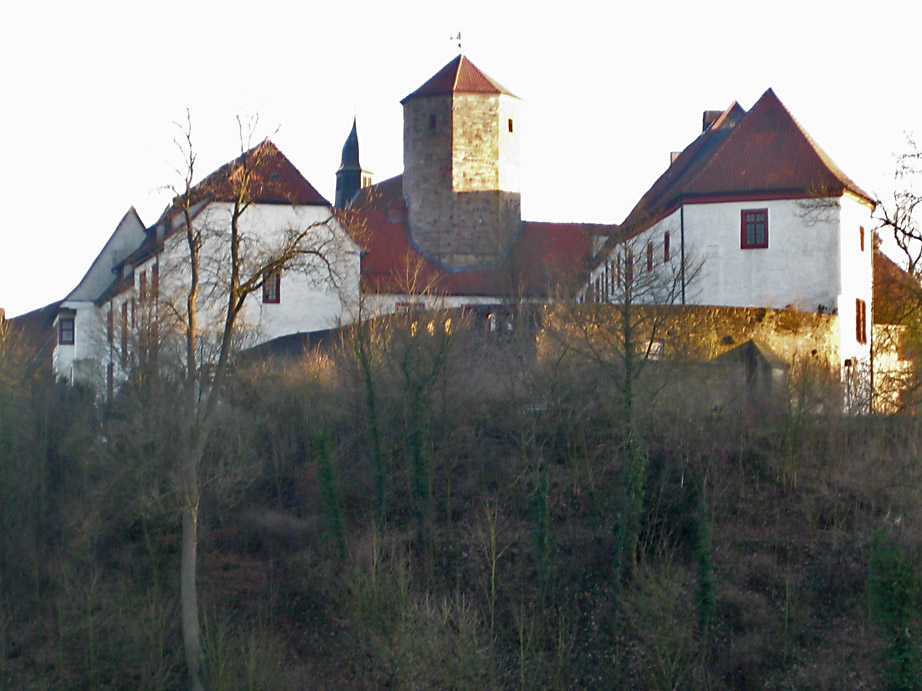
Castillo de Iburg
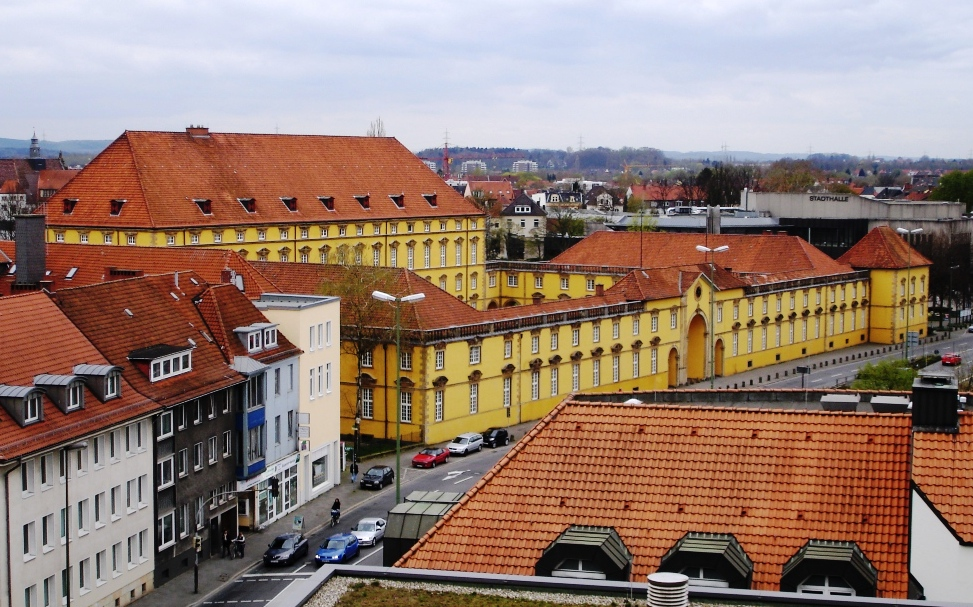
Palacio del obispo, Osnabrück

## Lista de príncipes-obispos
Fueron príncipes obispos de Osnabrück:
- 1224-1226: Engelbert I de Isenberg
- 1206-1227: Otto I
- 1227-1239: Konrad I de Velber
- 1239-1250: Engelbert I de Isenberg
- 1251-1258: Bruno de Isenberg
- 1259-1264: Balduin de Rüssel
- 1265-1269: Widukind de Waldeck
- 1270-1297: Konrad de Rietberg
- 1297-1308: Ludwig de Ravensberg
- 1309-1320: Engelbert II de Weyhe
- 1321-1349: Gottfried de Arnsberg
- 1350-1366: Johann II Hoet
- 1366-1376: Melchor de Braunschweig-Grubenhagen
- 1376-1402: Dietrich of Horne
- 1402-1410: Enrique I de Schauenburg-Holstein
- 1410-1424: Otto de Hoya
- 1424-1437: Johann III de Diepholz
- 1437-1442: Erich de Hoya
- 1442-1450: Heinrich de Moers
- 1450-1454: Albert de Hoya
- 1454-1455: Rudolf de Diepholz
- 1455-1482: Conrado III de Diepholz
- 1482-1508: Conrado IV de Rietberg
- 1508-1532: Eric de Brunswick-Grubenhagen
- 1532-1553: Franz de Waldeck (luteranodespués de 1543)
- 1553-1574: Johann II de Hoya (católico)
- 1574-1585: Henry II de Saxe-Lauenburg (luterano)
- 1585-1591: Bernhard de Waldeck (luterano)
- 1591-1623: Philip Sigismund of Brunswick-Wolfenbüttel (luterano)
- 1623-1625: Eitel Frederick von Hohenzollern-Sigmaringen (católico)
- 1625-1634: Franz Wilhelm de Wartenberg (católico)
- 1634-1648: Gustavo de Vasaborg (luterano)
- 1648-1661: Franz Wilhelm de Wartenberg (católico)
- 1662-1698: Ernesto Augusto de Brunswick-Luneburgo (luterano)
- 1698-1715: Carlos José de Lorena (católico)
- 1715-1728: Ernesto Augusto, duque de York y Albany (luterano)
- 1728-1761: Clemente Augusto de Baviera (católico)
- 1764-1802: Príncipe Federico, duque de York y Albany (luterano), último príncipe-obispo

El príncipe-obispado se mediatizó en 1803 al Electorado de Hannover.